# Chủ tịch Quốc hội Việt Nam
Chủ tịch Quốc hội nước Cộng hòa xã hội chủ nghĩa Việt Nam (gọi rút ngắn là Chủ tịch Quốc hội Việt Nam hay Chủ tịch Quốc hội) là người đứng đầu Quốc hội Việt Nam, cơ quan lập pháp của Việt Nam, và Ủy ban Thường vụ Quốc hội, cơ quan thường trực của Quốc hội. Theo Hiến pháp năm 2013, Quốc hội là "cơ quan đại biểu cao nhất của nhân dân, cơ quan quyền lực nhà nước cao nhất của nước Cộng hòa xã hội chủ nghĩa Việt Nam". Chủ tịch Quốc hội do Quốc hội bầu trong số đại biểu Quốc hội tại kỳ họp đầu tiên của Quốc hội khóa mới. Ủy ban Thường vụ Quốc hội do Chủ tịch Quốc hội làm chủ tịch và kiểm soát hoạt động của Quốc hội khi Quốc hội không họp. Chủ tịch và các thành viên khác của Ủy ban Thường vụ bị miễn nhiệm khi Quốc hội hết nhiệm kỳ, thường là mỗi 5 năm một lần. Sáu mươi ngày trước khi Quốc hội hết nhiệm kỳ, Quốc hội khóa mới phải được bầu xong. Chủ tịch Quốc hội là người chủ tọa các phiên họp của Quốc hội bao gồm việc ký chứng thực Hiến pháp, luật và nghị quyết của Quốc hội; tổ chức thực hiện quan hệ đối ngoại của Quốc hội và giữ quan hệ với các đại biểu Quốc hội. Đại biểu Quốc hội có quyền chất vấn Chủ tịch Quốc hội.
Quyền hạn và uy tín của Chủ tịch Quốc hội đã thay đổi trong lịch sử của Quốc hội. Hai Chủ tịch Quốc hội đầu tiên là Nguyễn Văn Tố và Bùi Bằng Đoàn không phải là đảng viên Đảng Cộng sản Việt Nam. Trong khi đó, Chủ tịch Quốc hội thứ 4 là Trường Chinh lại được cho là người quyền lực thứ hai trong Bộ Chính trị Ban Chấp hành Trung ương Đảng Cộng sản Việt Nam. Từ tháng 3 năm 2021, Chủ tịch Quốc hội là Vương Đình Huệ. Ngày 2 tháng 5 năm 2024, Quốc hội khoá XV quyết định miễn nhiệm Chủ tịch Quốc hội Vương Đình Huệ, sau đó Ủy ban Thường vụ Quốc hội phân công Trần Thanh Mẫn, Ủy viên Bộ Chính trị, Phó Chủ tịch Thường trực Quốc hội điều hành hoạt động của Ủy ban Thường vụ Quốc hội và Quốc hội.
Trong lịch sử, chức vụ này còn gọi là Trưởng Ban Thường trực Quốc hội (1945–1960) hoặc Chủ tịch Ủy ban Thường vụ Quốc hội (1960–1976).

## Lịch sử
Chủ tịch Quốc hội có tên ban đầu là Trưởng ban Thường trực Quốc hội với người kiêm nhiệm đầu tiên là Nguyễn Văn Tố, một người không phải là đảng viên Đảng Cộng sản Việt Nam. Vào ngày 3 tháng 3 năm 1946, dưới sự chủ trì của Nguyễn Văn Tố, Quốc hội – cơ quan chính phủ đầu tiên của nước Việt Nam Dân chủ Cộng hòa được ra đời. Bùi Bằng Đoàn sau đó kế nhiệm chức vụ của ông Tố kể từ ngày 9 tháng 11 năm 1946, ông cũng không phải là đảng viên Đảng Cộng sản Việt Nam. Tuy nhiên, ông được báo chí Việt Nam ca ngợi là một nhà cách mạng tận tụy. Năm 1955, Tôn Đức Thắng kế nhiệm Bùi Bằng Đoàn và trở thành Chủ tịch Quốc hội đầu tiên là đảng viên Đảng Cộng sản Việt Nam. Trong giai đoạn này, tại Việt Nam Cộng hòa, Trương Vĩnh Lễ trở thành Chủ tịch Quốc hội đầu tiên. Tuy nhiên đến năm 1963, chính quyền Tổng thống Ngô Đình Diệm bị lật đổ, khối tài sản của ông đã bị chính phủ Dương Văn Minh thu giữ, đồng thời bãi bỏ chức vụ này cho đến năm 1975.
Trường Chinh sau đó trở thành Chủ tịch Quốc hội thứ tư và là người tại nhiệm lâu nhất trong lịch sử Việt Nam khi giữ chức vụ này từ năm 1960 đến năm 1981. Ông đồng thời kiêm nhiệm chức vụ Chủ tịch Hội đồng Nhà nước vừa mới được thành lập. Lúc này, tên gọi Trưởng ban Thường trực Quốc hội được thay đổi thành Chủ tịch Ủy ban Thường vụ Quốc hội. Nguyễn Hữu Thọ sau đó kế nhiệm Trường Chinh vào năm 1981 làm Chủ tịch Quốc hội. Ông là người miền Nam đầu tiên giữ chức vụ này, tuy nhiên, ông không phải là thành viên của Bộ Chính trị. Tên gọi chính thức Chủ tịch Quốc hội cũng được gọi từ giai đoạn này. Đến năm 1987, Nguyễn Hữu Thọ thôi giữ chức và được kế nhiệm bởi Lê Quang Đạo, một người cũng không thuộc Bộ Chính trị. Tương tự như Nguyễn Hữu Thọ, thời gian giữ chức của ông Đạo cũng chỉ kéo dài một nhiệm kỳ. Năm 1992, Nông Đức Mạnh được bầu làm Chủ tịch Quốc hội cho đến năm 2001. Ông là Chủ tịch Quốc hội đầu tiên xuất thân từ một dân tộc thiểu số ở Việt Nam – người Tày. Đồng thời, ông cũng là người đầu tiên sau Trường Chinh giữ vị trí Ủy viên Bộ Chính trị. Kế nhiệm của ông Mạnh là Nguyễn Văn An, người giữ chức Chủ tịch Quốc hội từ năm 2001 đến năm 2006. Năm 2006, Nguyễn Phú Trọng được bầu làm Chủ tịch Quốc hội. Tuy nhiên, đến năm 2011, ông từ chức sau khi được bầu vào chức vụ Tổng Bí thư Ban Chấp hành Trung ương Đảng Cộng sản Việt Nam. Nguyễn Sinh Hùng kế nhiệm sau đó. Cuối tháng 3 năm 2016, Nguyễn Thị Kim Ngân trở thành Chủ tịch Quốc hội thứ 11, đồng thời là nữ chủ tịch Quốc hội đầu tiên. Ngày 31 tháng 3 năm 2021, Vương Đình Huệ được bầu làm Chủ tịch Quốc hội thay thế cho bà Ngân.

## Quy trình bầu cử Chủ tịch Quốc hội
Chủ tịch Quốc hội được bầu cử trong kỳ họp đầu tiên của nhiệm kỳ Quốc hội mới. Theo Nghị quyết Quốc hội, Ủy ban thường vụ Quốc khóa trước trình danh sách đề cử để Quốc hội tiến hành bầu cử Chủ tịch Quốc hội, Phó Chủ tịch Quốc hội và Ủy viên Ủy ban thường vụ Quốc hội. Ngoài ra, đại biểu Quốc hội cũng có quyền giới thiệu thêm hoặc tự ứng cử vào các vị trí cần bầu cử. Sau đó, các đại biểu Quốc hội thảo luận tại Đoàn đại biểu Quốc hội cho đến khi Ủy ban thường vụ Quốc hội khóa trước báo cáo Quốc hội kết quả thảo luận tại Đoàn đại biểu; trình Quốc hội danh sách ứng cử do đại biểu Quốc hội giới thiệu hoặc tự đề cử. Tại đây, Quốc hội tiếp tục thảo luận, biểu quyết thông qua danh sách và thành lập Ban kiểm phiếu để tiến hành bầu cử thông qua hình thức bỏ phiếu kín. Sau khi hoàn tất quá trình bầu cử, ban kiểm phiếu kiểm phiếu và công bố kết quả; Quốc hội đồng thời thảo luận, biểu quyết thông qua nghị quyết bầu cử. Cuối cùng, Chủ tịch Quốc hội tiến hành tuyên thệ trước toàn thể nhân dân.

Khi làm lễ nhậm chức, tân Chủ tịch Quốc hội thường phải thực hiện tuyên thệ:
"Tuyệt đối trung thành với Tổ quốc, với Nhân dân, với Hiến pháp nước Cộng hòa xã hội chủ nghĩa Việt Nam, nỗ lực hoàn thành tốt nhiệm vụ được Đảng, Nhà nước và Nhân dân giao phó".
Để được vào danh sách ứng cử, một đại biểu cần phải đảm bảo tiêu chuẩn chung của Ủy viên Bộ Chính trị, Ban Bí thư. Đồng thời, đại biểu phải hiểu biết sâu sắc về pháp luật Việt Nam, pháp luật và thông lệ quốc tế; có kinh nghiệm và hoàn thành xuất sắc chức vụ bí thư tỉnh ủy, thành ủy hoặc trưởng ban, bộ, ngành ở Trung ương. Ngoài ra, đại biểu đó còn phải tham gia Bộ Chính trị đúng một nhiệm kỳ trở lên.

## Danh sách Chủ tịch Quốc hội
| Số thứ tự                                                                  | Chân dung                                                                  | Họ tên                                                                     | Nhiệm kỳ                                                                   | Nhiệm kỳ                                                                   | Thời gian tại nhiệm                                                        | Đảng                                                                       | Khóa                                                                                  | Ghi chú | Chú thích                                                                  |
| Số thứ tự                                                                  | Chân dung                                                                  | Họ tên                                                                     | Nhậm chức                                                                  | Mãn nhiệm                                                                  | Thời gian tại nhiệm                                                        | Đảng                                                                       | Khóa                                                                                  | Ghi chú | Chú thích                                                                  |
| Trưởng ban Thường trực Quốc hội nước Việt Nam Dân chủ Cộng hòa (1945–1960) | Trưởng ban Thường trực Quốc hội nước Việt Nam Dân chủ Cộng hòa (1945–1960) | Trưởng ban Thường trực Quốc hội nước Việt Nam Dân chủ Cộng hòa (1945–1960) | Trưởng ban Thường trực Quốc hội nước Việt Nam Dân chủ Cộng hòa (1945–1960) | Trưởng ban Thường trực Quốc hội nước Việt Nam Dân chủ Cộng hòa (1945–1960) | Trưởng ban Thường trực Quốc hội nước Việt Nam Dân chủ Cộng hòa (1945–1960) | Trưởng ban Thường trực Quốc hội nước Việt Nam Dân chủ Cộng hòa (1945–1960) | Trưởng ban Thường trực Quốc hội nước Việt Nam Dân chủ Cộng hòa (1945–1960)            | Trưởng ban Thường trực Quốc hội nước Việt Nam Dân chủ Cộng hòa (1945–1960)                                                                                | Trưởng ban Thường trực Quốc hội nước Việt Nam Dân chủ Cộng hòa (1945–1960) |
| -------------------------------------------------------------------------- | -------------------------------------------------------------------------- | -------------------------------------------------------------------------- | -------------------------------------------------------------------------- | -------------------------------------------------------------------------- | -------------------------------------------------------------------------- | -------------------------------------------------------------------------- | ------------------------------------------------------------------------------------- | --- | -------------------------------------------------------------------------- |
| 1                                                                          |                                                                            | Nguyễn Văn Tố (1889–1947)                                                  | 2 tháng 3 năm 1946                                                         | 8 tháng 11 năm 1946                                                        | 252 ngày                                                                   | Không đảng phái                                                            | Khóa I (1946–1960)                                                                    | - Bị Thực dân Pháp ám sát - Chủ tịch Quốc hội có nhiệm kỳ ngắn nhất                                                                                       | [ 27 ]                                                                     |
| 2                                                                          |                                                                            | Bùi Bằng Đoàn (1889–1955)                                                  | 9 tháng 11 năm 1946                                                        | 13 tháng 4 năm 1955                                                        | 8 năm, 155 ngày                                                            | Không đảng phái                                                            | Khóa I (1946–1960)                                                                    | Mất khi đang tại nhiệm | [ 28 ]                                                                     |
| —                                                                          |                                                                            | Tôn Đức Thắng (1888–1980)                                                  | 1 tháng 8 năm 1948                                                         | 20 tháng 9 năm 1955                                                        | 7 năm, 50 ngày                                                             | Đông Dương Cộng sản Đảng (đến 1951) Đảng Lao động Việt Nam (từ 1951)       | Khóa I (1946–1960)                                                                    | Tạm quyền chức Trưởng ban Thường trực Quốc hội khi Bùi Bằng Đoàn bị bệnh nặng                                                                             | [ 10 ]                                                                     |
| 3                                                                          | 20 tháng 9 năm 1955                                                        | Tôn Đức Thắng (1888–1980)                                                  | 6 tháng 7 năm 1960                                                         | 4 năm, 290 ngày                                                            |                                                                            | Đông Dương Cộng sản Đảng (đến 1951) Đảng Lao động Việt Nam (từ 1951)       | Khóa I (1946–1960)                                                                    | | [ 10 ]                                                                     |
| Chủ tịch Ủy ban Thường vụ Quốc hội Việt Nam Dân chủ Cộng hòa (1945–1976)   |                                                                            |                                                                            |                                                                            |                                                                            |                                                                            |                                                                            |                                                                                       | |                                                                            |
| 4                                                                          |                                                                            | Trường Chinh (1907–1988)                                                   | 6 tháng 7 năm 1960                                                         | 2 tháng 7 năm 1976                                                         | 15 năm, 362 ngày                                                           | Đảng Lao động Việt Nam                                                     | Khóa II (1960–1964)                                                                   | Chủ tịch Quốc hội có nhiệm kỳ lâu nhất | [ 13 ]                                                                     |
| 4                                                                          | Khóa III (1964–1971)                                                       | Trường Chinh (1907–1988)                                                   | 6 tháng 7 năm 1960                                                         | 2 tháng 7 năm 1976                                                         | 15 năm, 362 ngày                                                           | Đảng Lao động Việt Nam                                                     |                                                                                       | Chủ tịch Quốc hội có nhiệm kỳ lâu nhất | [ 13 ]                                                                     |
| 4                                                                          | Khóa IV (1971–1975)                                                        | Trường Chinh (1907–1988)                                                   | 6 tháng 7 năm 1960                                                         | 2 tháng 7 năm 1976                                                         | 15 năm, 362 ngày                                                           | Đảng Lao động Việt Nam                                                     |                                                                                       | Chủ tịch Quốc hội có nhiệm kỳ lâu nhất | [ 13 ]                                                                     |
| 4                                                                          | Khóa V (1975–1976)                                                         | Trường Chinh (1907–1988)                                                   | 6 tháng 7 năm 1960                                                         | 2 tháng 7 năm 1976                                                         | 15 năm, 362 ngày                                                           | Đảng Lao động Việt Nam                                                     |                                                                                       | Chủ tịch Quốc hội có nhiệm kỳ lâu nhất | [ 13 ]                                                                     |
| Chủ tịch Quốc hội Cộng hòa xã hội chủ nghĩa Việt Nam (1976–nay)            |                                                                            |                                                                            |                                                                            |                                                                            |                                                                            |                                                                            |                                                                                       | |                                                                            |
| 4                                                                          |                                                                            | Trường Chinh (1907–1988)                                                   | 2 tháng 7 năm 1976                                                         | 4 tháng 7 năm 1981                                                         | 5 năm, 2 ngày                                                              | Đảng Cộng sản Việt Nam                                                     | Khóa VI (1976–1981)                                                                   | Chủ tịch Quốc hội có nhiệm kỳ lâu nhất | [ 13 ]                                                                     |
| 5                                                                          |                                                                            | Nguyễn Hữu Thọ (1910–1996)                                                 | 4 tháng 7 năm 1981                                                         | 17 tháng 6 năm 1987                                                        | 5 năm, 348 ngày                                                            | Đảng Cộng sản Việt Nam                                                     | Khóa VII (1981–1987)                                                                  | Chủ tịch Quốc hội lớn tuổi nhất (70 tuổi) | [ 15 ] [ b ]                                                               |
| 6                                                                          |                                                                            | Trung tướng Lê Quang Đạo (1921–1999)                                       | 17 tháng 6 năm 1987                                                        | 23 tháng 9 năm 1992                                                        | 5 năm, 98 ngày                                                             | Đảng Cộng sản Việt Nam                                                     | Khóa VIII (1987–1992)                                                                 | | [ 16 ] [ c ]                                                               |
| 7                                                                          |                                                                            | Nông Đức Mạnh (1940–)                                                      | 23 tháng 9 năm 1992                                                        | 27 tháng 6 năm 2001                                                        | 8 năm, 277 ngày                                                            | Đảng Cộng sản Việt Nam                                                     | Khóa IX (1992–1997)                                                                   | - Rời chức sau khi trở thành Tổng bí thư - Chủ tịch Quốc hội trẻ tuổi nhất (52 tuổi) - Chủ tịch Quốc hội đầu tiên là người dân tộc thiểu số (dân tộc Tày) | [ 17 ]                                                                     |
| 7                                                                          | Khóa X (1997–2002)                                                         | Nông Đức Mạnh (1940–)                                                      | 23 tháng 9 năm 1992                                                        | 27 tháng 6 năm 2001                                                        | 8 năm, 277 ngày                                                            | Đảng Cộng sản Việt Nam                                                     |                                                                                       | - Rời chức sau khi trở thành Tổng bí thư - Chủ tịch Quốc hội trẻ tuổi nhất (52 tuổi) - Chủ tịch Quốc hội đầu tiên là người dân tộc thiểu số (dân tộc Tày) | [ 17 ]                                                                     |
| 8                                                                          |                                                                            | Nguyễn Văn An (1937–)                                                      | 27 tháng 6 năm 2001                                                        | 26 tháng 6 năm 2006                                                        | 4 năm, 364 ngày                                                            | Đảng Cộng sản Việt Nam                                                     | Khóa XI (2002–2007)                                                                   | Từ chức |                                                                            |
| 9                                                                          |                                                                            | Nguyễn Phú Trọng (1944–2024)                                               | 26 tháng 6 năm 2006                                                        | 23 tháng 7 năm 2011                                                        | 5 năm, 27 ngày                                                             | Đảng Cộng sản Việt Nam                                                     | Khóa XI (2002–2007)                                                                   | | [ 19 ]                                                                     |
| 9                                                                          | Khóa XI (2002–2007)                                                        | Nguyễn Phú Trọng (1944–2024)                                               | 26 tháng 6 năm 2006                                                        | 23 tháng 7 năm 2011                                                        | 5 năm, 27 ngày                                                             | Đảng Cộng sản Việt Nam                                                     |                                                                                       | | [ 19 ]                                                                     |
| 9                                                                          | Khóa XII (2007–2011)                                                       | Nguyễn Phú Trọng (1944–2024)                                               | 26 tháng 6 năm 2006                                                        | 23 tháng 7 năm 2011                                                        | 5 năm, 27 ngày                                                             | Đảng Cộng sản Việt Nam                                                     |                                                                                       | | [ 19 ]                                                                     |
| 10                                                                         |                                                                            | Nguyễn Sinh Hùng (1946–)                                                   | 23 tháng 7 năm 2011                                                        | 31 tháng 3 năm 2016                                                        | 4 năm, 252 ngày                                                            | Đảng Cộng sản Việt Nam                                                     | Khóa XIII (2011–2016)                                                                 | | [ 21 ]                                                                     |
| 11                                                                         |                                                                            | Nguyễn Thị Kim Ngân (1954–)                                                | 31 tháng 3 năm 2016                                                        | 31 tháng 3 năm 2021                                                        | 5 năm, 0 ngày                                                              | Đảng Cộng sản Việt Nam                                                     | Khóa XIII (2011–2016)                                                                 | Người phụ nữ đầu tiên giữ chức vụ | [ 29 ] [ d ]                                                               |
| 11                                                                         | Khóa XIII (2011–2016)                                                      | Nguyễn Thị Kim Ngân (1954–)                                                | 31 tháng 3 năm 2016                                                        | 31 tháng 3 năm 2021                                                        | 5 năm, 0 ngày                                                              | Đảng Cộng sản Việt Nam                                                     |                                                                                       | Người phụ nữ đầu tiên giữ chức vụ | [ 29 ] [ d ]                                                               |
| 11                                                                         | Khóa XIV (2016–2021)                                                       | Nguyễn Thị Kim Ngân (1954–)                                                | 31 tháng 3 năm 2016                                                        | 31 tháng 3 năm 2021                                                        | 5 năm, 0 ngày                                                              | Đảng Cộng sản Việt Nam                                                     |                                                                                       | Người phụ nữ đầu tiên giữ chức vụ | [ 29 ] [ d ]                                                               |
| 12                                                                         |                                                                            | Vương Đình Huệ (1957–)                                                     | 31 tháng 3 năm 2021                                                        | 2 tháng 5 năm 2024                                                         | 3 năm, 32 ngày                                                             | Đảng Cộng sản Việt Nam                                                     | Khóa XIV (2016–2021)                                                                  | Từ chức Kỷ luật Cảnh cáo tháng 12/2024 | [ 30 ]                                                                     |
| 12                                                                         | Khóa XV (2021–2026)                                                        | Vương Đình Huệ (1957–)                                                     | 31 tháng 3 năm 2021                                                        | 2 tháng 5 năm 2024                                                         | 3 năm, 32 ngày                                                             | Đảng Cộng sản Việt Nam                                                     |                                                                                       | Từ chức Kỷ luật Cảnh cáo tháng 12/2024 | [ 30 ]                                                                     |
| -                                                                          |                                                                            | Trần Thanh Mẫn (1962–)                                                     | 02 tháng 5 năm 2024                                                        | 20 tháng 5 năm 2024                                                        | 18 ngày                                                                    | Đảng Cộng sản Việt Nam                                                     | Phó Chủ tịch Thường trực, Phụ trách điều hành hoạt động của UBTV Quốc hội và Quốc hội | [ 7 ] |                                                                            |
| 13                                                                         | 20 tháng 5 năm 2024                                                        | Trần Thanh Mẫn (1962–)                                                     | nay                                                                        | 1 năm, 75 ngày                                                             |                                                                            | Đảng Cộng sản Việt Nam                                                     | [ 31 ]                                                                                | |                                                                            |

Ghi chú:
1. ↑  Ông Tôn Đức Thắng thế chỗ của Bùi Bằng Đoàn do lúc đó ông Đoàn đang bị ốm nặng. Tuy nhiên, ông Đoàn vẫn còn giữ chức Chủ tịch Quốc hội cho đến khi ông mất vào năm 1955. Do đó, Tôn Đức Thắng được xem là Chủ tịch Quốc hội trong giai đoạn này.
2. ↑  Sinh ra tại Chợ Lớn, Nam Kỳ (nay là Thành phố Hồ Chí Minh) nên ông được xem là người đến từ miền Nam đầu tiên giữ chức vụ này.
3. ↑  Kiêm Phó Chủ tịch Hội đồng Nhà nước
4. ↑  Nữ Chủ tịch Quốc hội đầu tiên của Việt Nam

## Chức vụ bỏ trống
Khi Chủ tịch Quốc hội không làm việc được trong thời gian dài hoặc trong trường hợp khuyết Chủ tịch Quốc hội (từ chức, bãi nhiệm hay qua đời đột ngột) thì cần phải có thông báo chính thức từ cơ quan có thẩm quyền cho đến khi bầu ra Chủ tịch Quốc hội mới.
Ngày 2 tháng 5 năm 2024, khi Chủ tịch Quốc hội Vương Đình Huệ xin thôi chức và được chấp thuận, Phó Chủ tịch Thường trực Quốc hội Trần Thanh Mẫn phụ trách điều hành Quốc hội đến khi Quốc hội bầu Chủ tịch Quốc hội mới.

## Danh sách nguyên Chủ tịch Quốc hội còn sống
Tính đến ngày 1 tháng 2 năm 2025, có 5 nguyên Chủ tịch Quốc hội còn sống. Nguyên Chủ tịch Quốc hội còn sống cao tuổi nhất là Nguyễn Văn An và trẻ nhất là Vương Đình Huệ. Chủ tịch Quốc hội qua đời gần đây nhất là Nguyễn Phú Trọng khi ông qua đời vào ngày 19 tháng 7 năm 2024. Dưới đây là danh sách các Chủ tịch Quốc hội theo nhiệm kỳ:

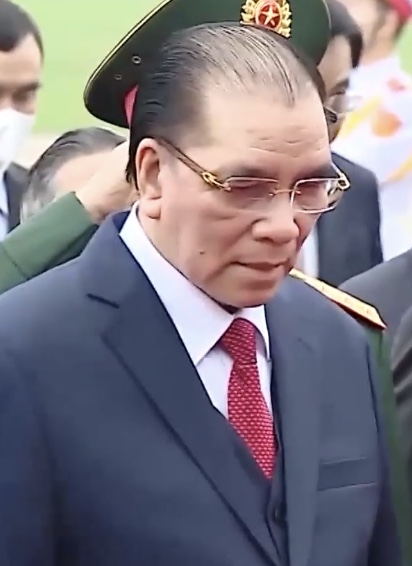
Nông Đức Mạnh 1992–2001
11 tháng 9, 1940 (84 tuổi)
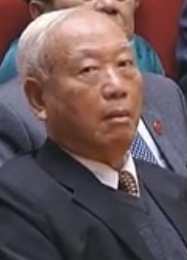
Nguyễn Văn An 2001–2006 1 tháng 10, 1937 (87 tuổi)
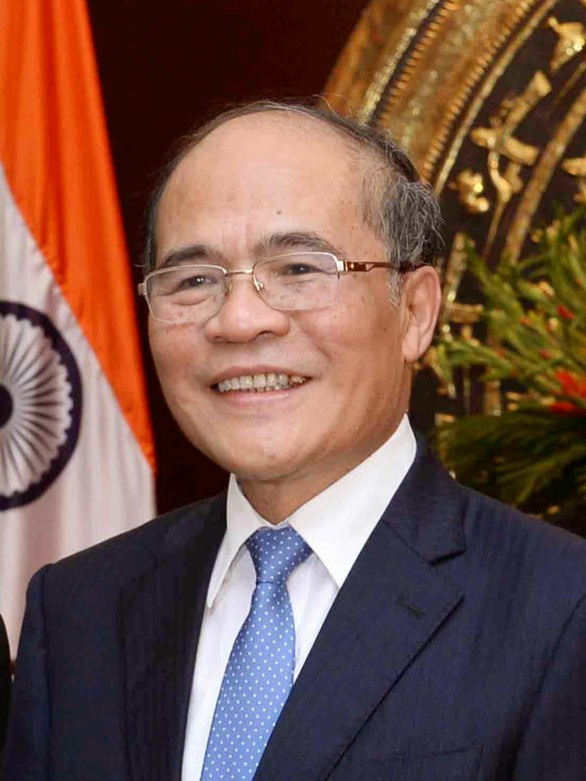
Nguyễn Sinh Hùng 2011–2016 18 tháng 1, 1946 (79 tuổi)
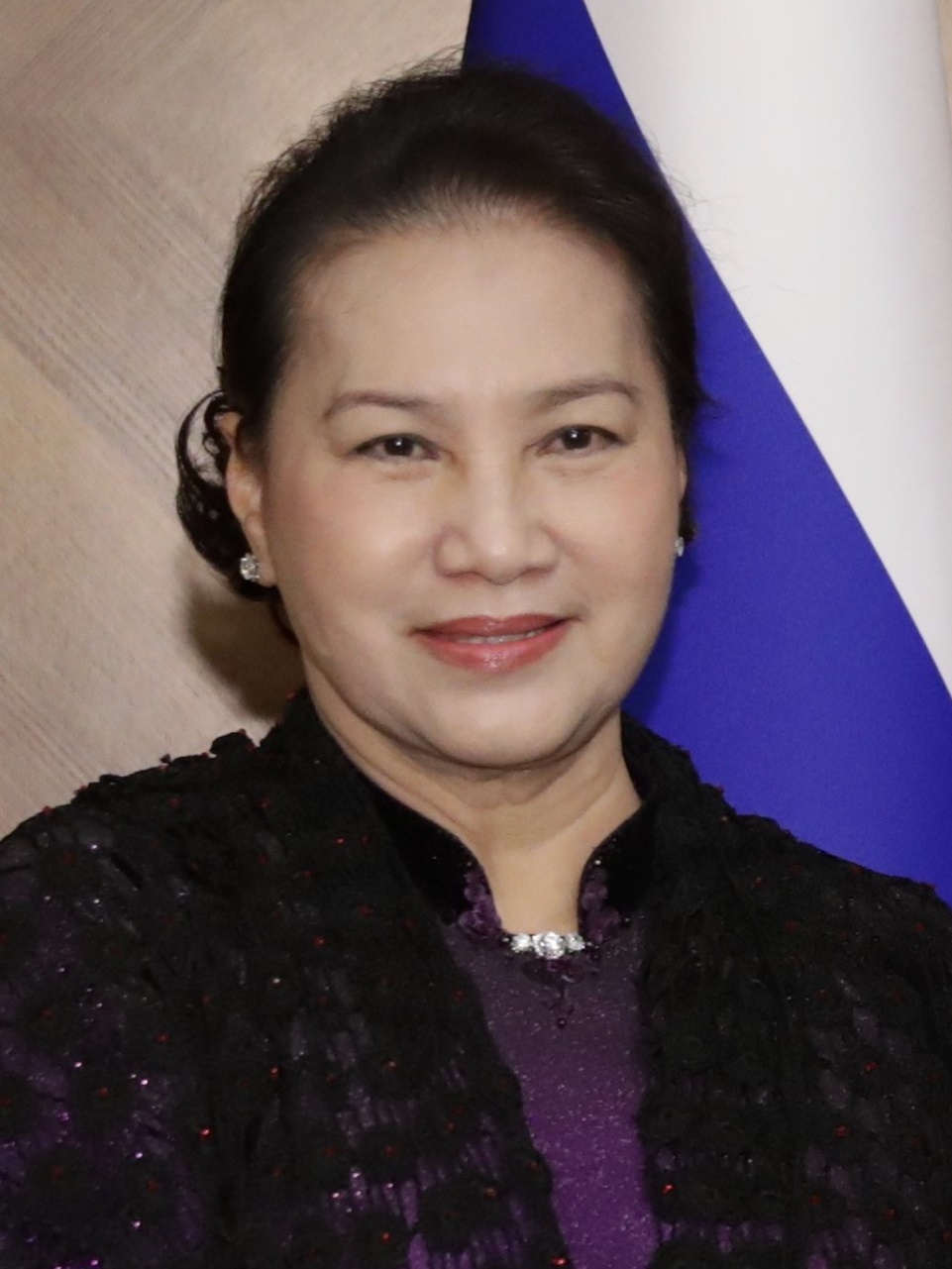
Nguyễn Thị Kim Ngân 2016–2021 12 tháng 4, 1954 (71 tuổi)
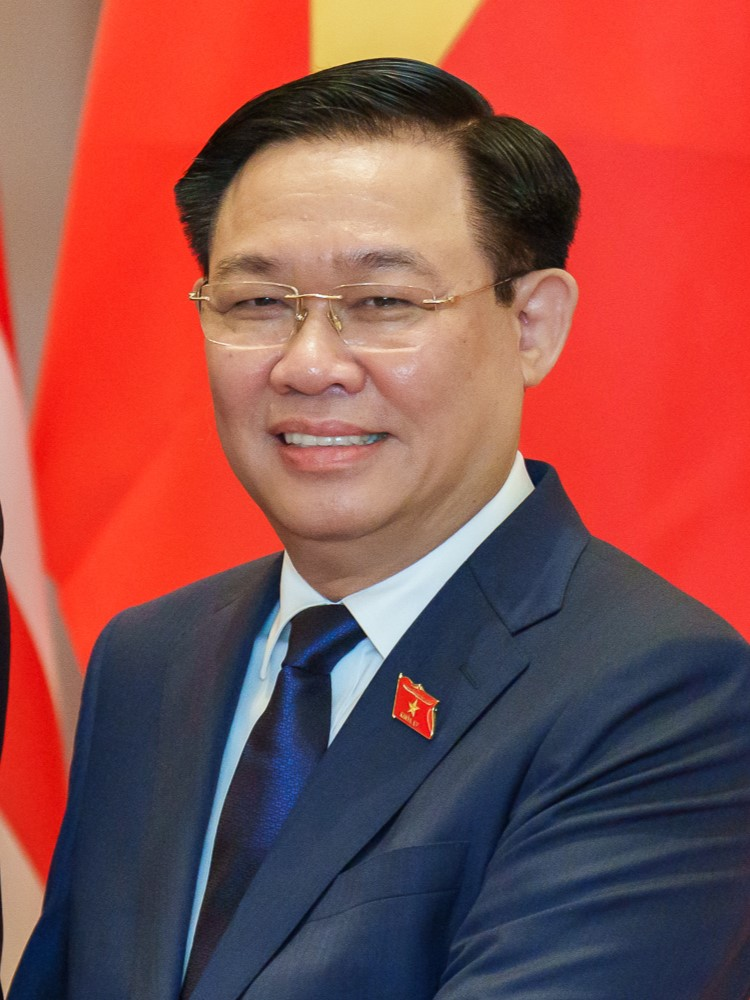
Vương Đình Huệ 2021–2024
15 tháng 3, 1957 (68 tuổi)